# Черен отровен паяк
Черният отровен паяк още каракурт (Latrodectus tredecimguttatus) е вид паяк от рода на черните вдовици (Latrodectus). Плете паяжините си по земята. Женската снася яйца, след оплождането обикновено изяжда мъжкия, което е типично за представителите на рода Latrodectus. Храни се с насекоми и други безгръбначни.

## Разпространение
Черният отровен паяк е разпространен в Южна Европа, Западна Азия и Северна Африка. В България населява по-южните части – по планините Странджа, Сакар и други по-високи местности. През летните месеци черният паяк се придвижва и на север по българските земи. Живее в равнинните места – из нивите, ливадите, стърнищата и особено в затревени необработени земи, угари, не изчистени слогове. Може да бъде намерен в навесите, оборите и даже в жилищата на хората.

## Описание
Дължината на тялото на женските представители е между 7 и 15 mm, а на мъжките – между 4 и 7 mm. Черни на цвят, мъжките и младите женски са с червени петънца по коремчето, като понякога тези петна отсъстват и паякът може да е изцяло черен. Често след половия акт женските изяждат мъжките си партньори. Здравите челюсти на вида завършват с подвижно хитинено шипче. На върха му има отвор и каналче до отровните жлези. Отровата му съдържа арахнолизин, който има невротоксично и хемолитично действие.

## Ухапване
Опасни са женските индивиди, като характерното за този паяк е, че напада, когато е раздразнен. Активен е предимно нощно време. Ухапването се усеща като бодване, след 1 – 2 минути мястото се зачервява и се появява синкавочервено петно, обградено с блед ореол. 10 – 15 минути след ухапването започва общо неразпопожение, отпадналост, виене на свят, скованост, изпотяване, като в по-тежките случаи може да се появи и треперене на крайниците, мускулни болки, тъпа болка в гръдната област, повишаване на температурата, треска и дори гърчове. Болката обикновено продължава 1 – 2 дни, а другите симптоми – от 1 до 4 дни, в зависимост от случая. Отровата е опасна не само за хората, но и за множество домашни животни. С изключение на овцете, които имат имунитет, обикновено отровата причинява силни разстройства, дори и смърт, на коне и едър рогат добитък. При ухапване от Черен паяк се използва специален серум, промива се раната с разтвор от калиев перманганат и др.
Честота на симптомите в проценти:
изпотяване – 70% от случаите,
гадене и повръщане – по-малко от 20%,
повишена температура и нервно-мускулни ефекти – 10%,
хипертония – под 10% от случаите

## Лечение
Обикновено симптомите отшумяват сами. Ако захапването е леко, най-вероятно лечението е симптоматично. Специалистите препоръчват, ако няма възможност за незабавна медицинска помощ, на мястото на захапването да се направи стегната превръзка като по-драстична мярка е обгарянето. Необходимо е веднага да се потърси помощ от медицинско лице. Колкото по-бързо се реагира и се започне лечение, толкова по-бързо е оздравяването, без да има последствия.